# Pemi Rovirosa
Josep Maria Rovirosa Morgades (conocido como Pemi Rovirosa) (* El Vendrell (Cataluña), 1969) es un músico y productor español.
Fundador, compositor y guitarrista de la mítica banda de Rock en catalán Lax'n'Busto, Pemi Rovirosa es actualmente uno de los guitarristas más importantes del panorama musical del pop-rock de Cataluña. Ha producido grupos como Mai Toquem Junts, Whiskyn's, Baeturia, La Caixa Fosca, Flai, etc. y ha colaborado con varios grupos como Sopa de Cabra o Glaucs. Por su trabajo como productor, recibió en 2004 el premio Joan Trayter como mejor productor del año.
También es miembro y compositor del grupo Top Less, con el cual ha sacado un disco, "Maleficio" (2002), editado por DiscMedi. Ha participado en proyectos educativos como "el Rock en las Aulas" o el "Campus Rock" y es profesor de guitarra en la escuela de música de Bañeras.